# Porcellana di Imari

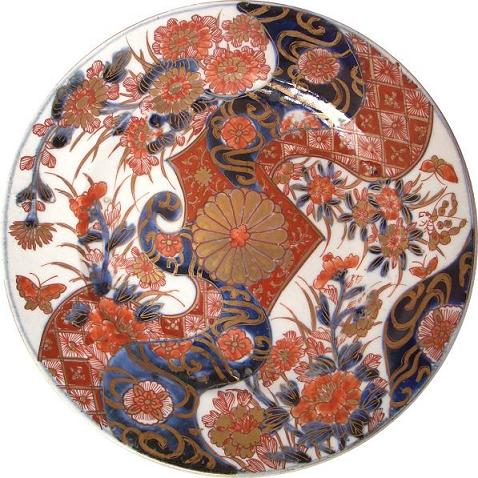
Piatto "Imari", fabbricato ad Arita, XVIII secolo.

La porcellana di Imari è il nome con cui i collezionisti occidentali definiscono gli oggetti in porcellana giapponesi fatti nella città di Arita, nell'ex provincia di Hizen (che attualmente corrisponde alle Prefetture di Saga, dove si trova Arita, e Nagasaki) a nordovest dell'isola di Kyūshū, che partivano per l'esportazione, soprattutto verso l'Europa, dal porto di Imari. In giapponese tali oggetti sono conosciuti con il nome di Arita-yaki (有田焼?).

## Caratteristiche
Le porcellane Ko-Imari e Iro-Nabeshima generalmente sono dipinte con una decorazione in blu sotto smalto e rosso ossido di ferro su sfondo bianco. Le decorazioni rappresentano piante e temi floreali. Nelle porcellane Kakiemon vengono impiegati anche colori a smalto diversi dal blu e dal rosso. Gli oggetti hanno una base, che non viene smaltata, grezza e granulosa al tatto.

## Storia

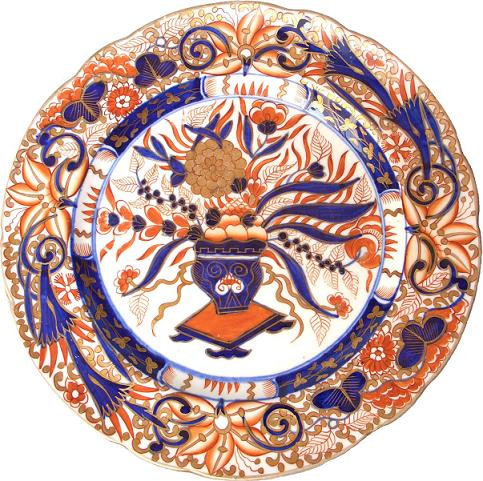
Oggetto in porcellana Royal Crown Derby fatto ad imitazione della porcellana Imari; inizio del XIX secolo

Imari era semplicemente il porto in cui transitavano gli oggetti prodotti ad Arita prima dell'esportazione. Le fornaci di Arita rappresentarono il fulcro dell'industria giapponese della porcellana, che si sviluppò nel XVII secolo dopo che l'argilla da porcellana (caolinite) era stata scoperta nel 1616 dal ceramista coreano Yi Sam-pyeong (1579–1655). Yi Sam-pyeong era stato deportato insieme alla sua numerosa famiglia allargata (180 persone) in seguito all'invasione giapponese della Corea del 1598. Dopo la sua scoperta, i laboratori di Arita adottarono anche lo stile coreano che prevedeva la sovrasmaltatura, prendendo ispirazione per le decorazioni dalle porcellane cinesi, sfruttando il fatto che la Cina si trovava in una situazione politica difficile, le industrie di Jingdezhen erano rimaste danneggiate nei tumulti e la nuova dinastia Qing aveva bloccato il commercio tra il 1656 e il 1684.
Anche le prime porcellane fatte ad Arita, che imitavano quelle cinesi a decorazione bianca e blu, vennero esportate in Europa dalla Compagnia Olandese delle Indie Orientali, ma la definizione di "porcellana di Imari" si applica a un prodotto di Arita progettato specificamente per conquistare i gusti degli occidentali

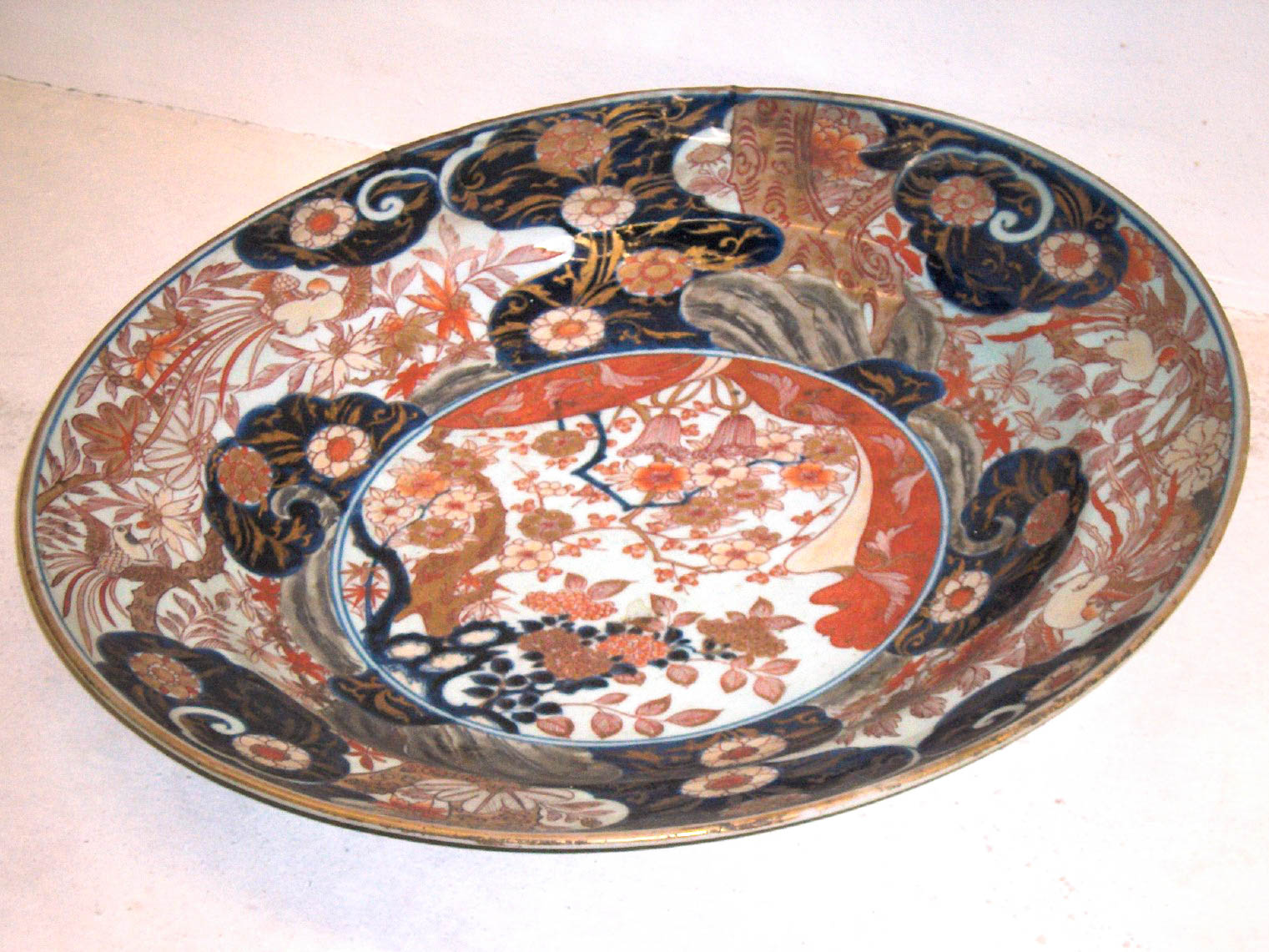
Piatto di porcellana di Imari, 1700-1740, Topkapi, Istanbul

Anche se ad Arita si producevano oggetti sofisticati in autentico stile giapponese per l'esigente mercato interno, le porcellane destinate all'esportazione in Europa imitavano lo stile blu e bianco sovrasmaltato cinese, oppure presentavano colori a smalto sovrapposti al blu cobalto e al rosso ossido di ferro sotto vernice. Gli oggetti spesso erano coperti di abbondanti dorature, e talvolta avevano delle singole decorazioni floreali, ma più frequentemente erano decorati fittamente secondo varie sezioni.
Le teiere sferiche di Imari con il beccuccio a collo di cigno, di fatto stabilirono uno standard in Europa per questi allora nuovi oggetti di consumo.

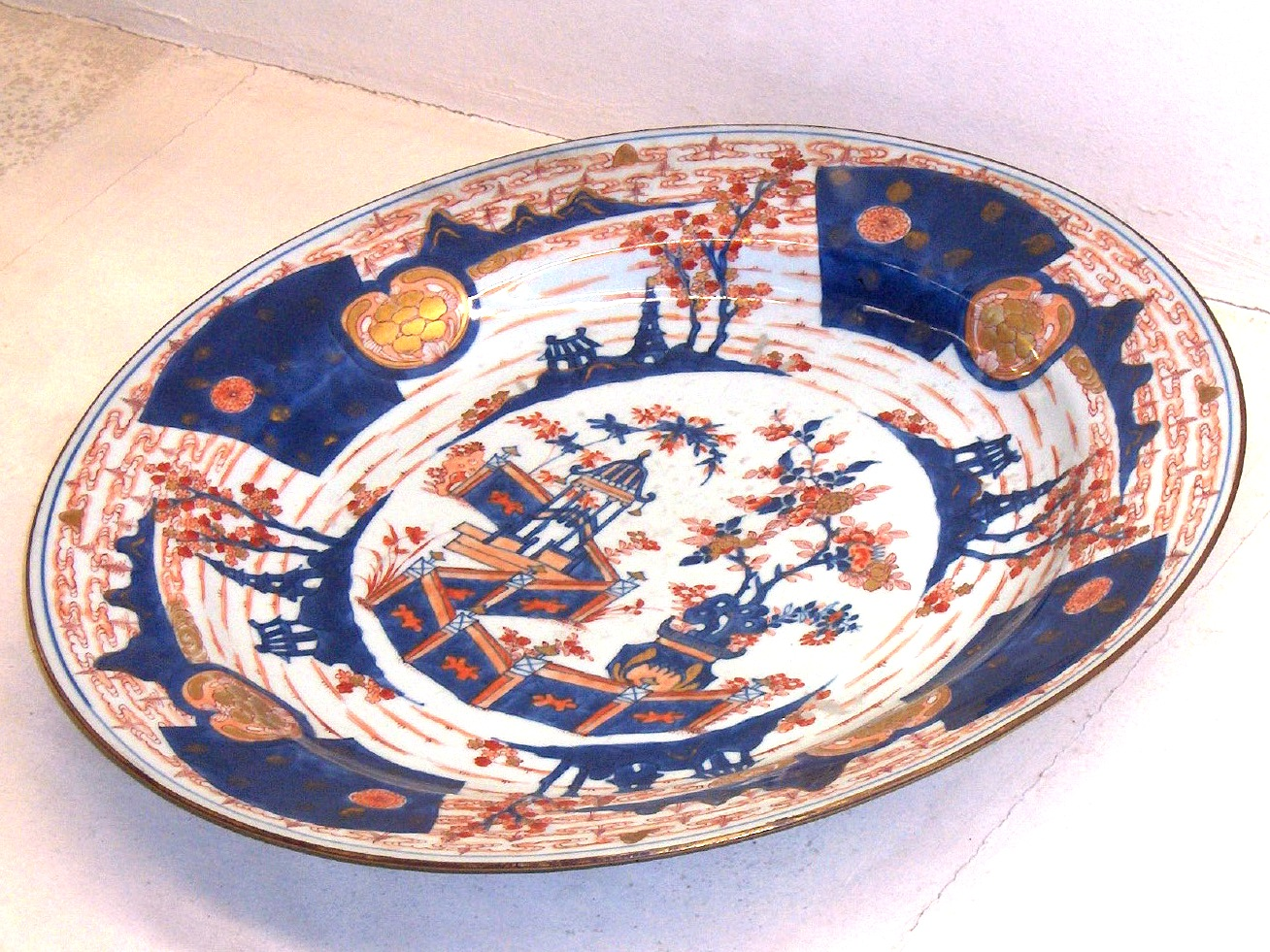
Piatto cinese "Imari", inizio della dinastia Xing, circa 1700-25, Museo del Topkapi, Istanbul

I primi esperimenti effettuati ad Arita con i colori a smalto sopra vernice sono legati al celebre Sakaida Kakiemon (1596–1666), il cui nome viene tramandato dagli oggetti detti in stile "Kakiemon", che rappresentano l'altra grande scuola locale per gli oggetti con decorazioni a smalto sovrapposte. I mercanti olandesi avevano il monopolio per l'esportazione di tali oggetti, fin dal momento in cui la Compagnia Olandese delle Indie Orientali aveva fatto il primo grosso ordine ad Arita nel 1656. Il commercio raggiunse il culmine verso la fine del XVII secolo, per poi essere lentamente sostituito da quello delle porcellane cinesi all'inizio del secolo successivo; finì del tutto nel 1756, quando la situazione in Cina si stabilizzò con l'ascesa al potere della Dinastia Qing: gli oggetti prodotti in Cina nel XVIII secolo a imitazione dello stile Arita finirono per sostituire completamente gli originali giapponesi.
Lo stile Imari, così come le decorazioni "Kakiemon" e i loro colori influenzarono la produzione di oggetti orientalizzanti realizzati nelle fabbriche di porcellana di Meissen e, in seguito, di Vincennes.
Vari centri di produzione europei imitarono lo stile della produzione di Imari, inizialmente a Delft nei Paesi Bassi dove si producevano oggetti in maiolica, e all'inizio del XIX secolo nella fabbrica di Robert Chamberlain a Worcester.